# آزادراه ام۸ (اسکاتلند)

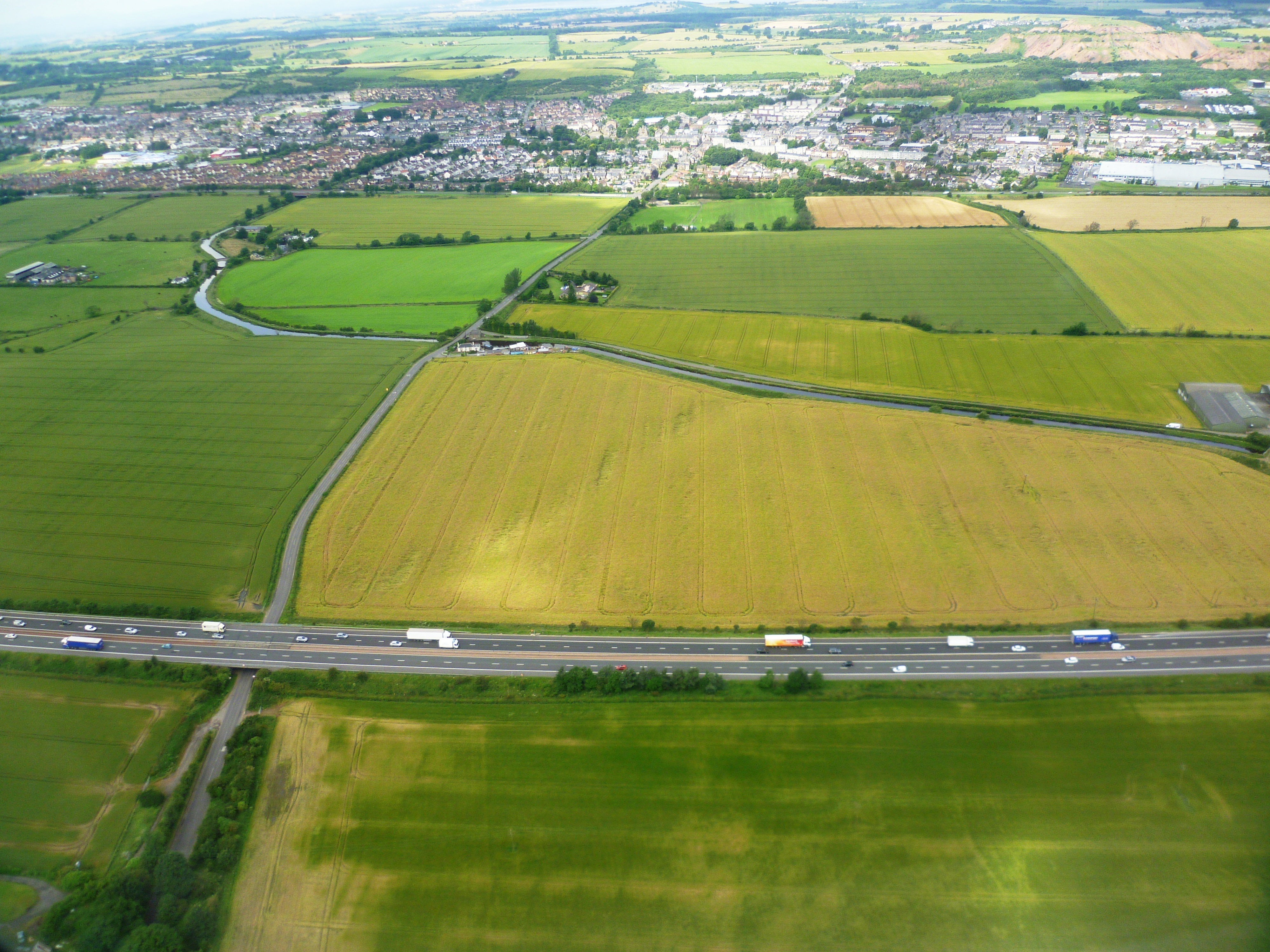
آزادراه‌ام۸ اسکاتلند

آزادراه‌ام۸ (به انگلیسی: M8 motorway) یک آزادراه در کشور اسکاتلند است.
این آزادراه که از شهر ادینبرو شروع میشود ۹۷ کیلومتر (۶۰.۳ مایل) مسافت دارد و از شهرهای مهمی مانند ادینبرو، لیوینگستون، گلاسگو، پیزلی و گرینوک عبور میکند.